# No. 78 Wing RAAF
Le No. 78 Wing est une unité de la Force aérienne royale australienne créée en 1943 et chargée de l'entraînement opérationnel, dont le quartier général est situé à la RAAF Base Williamtown, en Nouvelle-Galles du Sud. Elle comprend les escadrons N. 76 et N. 79, qui utilisent le BAe Hawk dans le cadre de la formation des pilotes de chasse, ainsi que le No. 278 Squadron RAAF, une unité de formation technique.
Le N. 79 Squadron, basé à la RAAF Base Pearce, en Australie-Occidentale, assure la conversion des nouveaux pilotes sur avions de chasse, tandis que le n° 76 Squadron, basé à Williamtown, dispense les cours d’introduction du pilotage d'avion de chasse. Ces deux unités effectuent également des missions de soutien au profit de la Royal Australian Navy et de l’Australian Army,.